# Canton de Belfort-Ouest
Le canton de Belfort-Ouest était un canton français, situé dans le département du Territoire de Belfort et la région Franche-Comté.

## Histoire
Le canton est créé par un décret du 9 août 1967 scindant le canton de Belfort.
Il est lui-même scindé entre les cantons de Belfort-Ouest-I et de Belfort-Ouest-II par le décret n° 82-85 du 25 janvier 1982. Le canton de Belfort-Ouest-I reprend par la suite[Quand ?] le nom de « canton de Belfort-Ouest ».
Il est supprimé par le décret du 13 février 2014 lors du redécoupage cantonal de 2014.

## Représentation
| Période | Période | Identité               | Étiquette            | Qualité |
| ------- | ------- | ---------------------- | -------------------- | --- |
| 1967    | 1979    | Michel Dreyfus-Schmidt | FGDS puis PS         | Avocat, bâtonnier du barreau de Belfort député (1967-1968) sénateur (1980-2008) Adjoint au maire de Belfort (1964-1971) |
| 1979    | 2015    | Christian Proust       | PS puis MDC puis MRC | Informaticien Président du Conseil général (1985-2004) Conseiller municipal de Belfort Ancien conseiller régional       |

## Pour approfondir